# Mario Asnago
Mario Asnago (Barlassina, 25 marzo 1896 – Monza, 28 gennaio 1981) è stato un architetto e pittore italiano.
Razionalista, progettò i condomini di via Euripide (1937) e gli uffici di via Alberico Albricci (1944) a Milano.
Lavorò in collaborazione con l'architetto Claudio Vender.

## Biografia
Mario Asnago nasce il 25 marzo 1896 a Barlassina, comune della provincia di Milano, da Maria Castelnovo e Cesare Asnago, artigiano mobiliere. Il fratello maggiore, Amilcare, prosegue l'attività di famiglia che prende forma di una piccola fabbrica di mobili nella cittadina. La ditta Asnago metterà in produzione molti dei progetti disegnati da Asnago e Vender, offrendo una generosa collaborazione alle sperimentazioni dei due architetti.
Sin da giovane, Asnago rivela una particolare passione per la pittura, frequentando lo studio in Barlassina del pittore Emilio Longoni, allievo nella bottega di Segantini.
Ottenuto il diploma di scuola tecnica superiore, nel 1913 Asnago supera l'esame di ammissione al primo corso comune (congiunto al Politecnico di Milano per le materie di architettura) dell'Accademia di Brera, condividendo l'esperienza con Giovanni Muzio, Emilio Lancia e Gio Ponti.
Dopo i primi due anni, nel 1916 è chiamato alle armi e l'anno successivo, col grado di sottotenente dei bersaglieri, è recluso in prigionia nelle baracche per ufficiali in Austria. Rientrato in Italia, torna a frequentare l'Accademia, insegnando a Nova Milanese per mantenersi gli studi.
Nell'ottobre del 1922 consegue la licenza di architettura al Regio Istituto di Belle Arti di Bologna e il diploma di professore in disegno architettonico e ornato.
Poco dopo si trasferisce a Milano, dove apre lo studio di via Cappuccio 16; qui inizia a lavorare ai numerosi incarichi ricevuti, illustrati nella documentazione consegnata, nel 1927, alla richiesta di abilitazione alla professione all'Ordine degli architetti di Milano, al quale risulta iscritto dall'anno successivo. Fra i lavori citati ve ne sono alcuni, improntati a un linguaggio accademico, svolti in collaborazione con Claudio Vender, col quale lavorerà nello studio di via Cappuccio 11 sino al 1971.
Asnago, ormai architetto affermato,  prosegue l'attività didattica nella Scuola di mutuo soccorso operaio di Barlassina, pur dimostrando di non amare particolarmente l'insegnamento della sua disciplina.
Per un decennio, dal 1932 al 1943 è ispettore del Consorzio provinciale per l'istruzione tecnica di Milano.
Sposata la cugina Rina Strada, Asnago abita a Milano in via Petrarca 18, in un appartamento austero nel quale espone i quadri degli amici Funi, Carminati, Carrà e Campigli, coi quali ama intrattenersi in un caffè della galleria Manzoni. L'amore per la pittura lo vedrà esercitarsi per tutta la vita, dedicandosi con passione all'arte con un discreto successo; fra il 1949 e il 1959, i suoi dipinti sono presentati dall'amico Gino Ghiringhelli alla galleria il Milione, una delle più importanti vetrine d'arte moderna di Milano. 
Ancora negli anni Sessanta e Settanta i suoi lavori di pittura sono esposti a Milano, Rho, Chiasso e Campione d'Italia, sino alla mostra che il Comune di Como gli dedica nel 1982, a un anno dalla scomparsa.
Nel 1962 si trasferisce a Como, sul lungolago di via Sinigaglia, in un edificio progettato da Luigi Zuccoli, di cui sarà molto amico.
Ritiratosi dalla professione nel 1971, per problemi di salute legati alla sua attività e alla febbrile tensione con cui ha sempre lavorato, lo studio milanese è chiuso e si compromette il rapporto con Vender. Alla morte della moglie, Asnago si ritira in un isolamento nel quale faranno breccia soltanto poche persone, fra le quali Zuccoli, il collaboratore allo studio di Milano Piercarlo Noè e lo scultore Eli Riva.
Muore a Monza il 28 gennaio 1981.

## Studio Asnago e Vender architetti

### Il sodalizio
Mario Asnago e Claudio Vender iniziano il sodalizio professionale negli anni Trenta del '900, con un'attività che si intensifica particolarmente negli anni della ricostruzione del dopoguerra, in un clima culturale nel quale era ampio il dibattito attorno al razionalismo e ai temi dell'architettura nuova, particolarmente vivace nell'area milanese, anche grazie alla presenza di una realtà produttiva sensibile alle spinte innovative derivate dal diretto contatto con paesi europei.
La collaborazione è avviata con alcuni progetti di concorso, il primo dei quali (1925-1926) è per il monumento ai caduti di Como; al concorso di secondo grado, i due architetti si aggiudicano il primo premio ma il progetto non sarà realizzato per l'opposizione del Comune di Como che considererà inadatta l'area del Broletto alla realizzazione dell'opera.
Prestigiose anche le successive partecipazioni a concorsi, con progetti che ricevono riconoscimenti di prim'ordine: nel 1927, per l'ingresso della Fiera di Milano (primo premio ex aequo) e per la piscina all'Arena di Milano (secondo premio); nel 1929, per la facciata della nuova caserma dell'Artiglieria a cavallo di Milano (secondo premio); nel 1930, per il palazzo del Governo della Provincia di Sondrio; nel 1932, per il mercato coperto di Como; nel 1933, per la stazione ferroviaria di Firenze; nel 1938, per il palazzo delle Forze Armate a Roma.
Le prime realizzazioni di Asnago e Vender sono ancora caratterizzate da un linguaggio novecentista: a Barlassina l'asilo dell'Opera pia Porro (1927), a Milano la villa Puricelli (1929) e il palazzo di via Manin (1933).
Nel 1928, conseguita l'abilitazione professionale, i due architetti formalizzano l'attività dello studio "Asnago-Vender architetti", negli spazi di via Cappuccio 11 a Milano dove già svolgeva la professione Mario Asnago; vi rimarranno sino alla chiusura, quando Asnago si ritirerà dall'attività, nel 1971.

### Progetti per la Triennale
Numerose le partecipazioni alle esposizioni della Triennale di Milano, a partire dal 1930; alla V Triennale, del 1933, espongono svariati lavori nelle diverse sezioni: le scuole elementari di Cesano Maderno, 1930, e le case di via Mac Mahon 32, 1931 ("Opere costruite recentemente da architetti italiani"); il negozio Città di Como, 1932 ("Architettura di interni"); l'arredo di una sala di soggiorno, 1933 ("Mostra di ambienti moderni"). Nella stessa V Triennale, Claudio Vender cura l'allestimento della sala collettiva ("Padiglione delle scuole d'arte").
Alla VI Triennale (1936) espongono nella galleria dell'architettura italiana i progetti della canturina villa Marelli (1929, 1933) e del negozio dell'Istituto Ottico Viganò in piazza Cordusio, a Milano (1933); la mostra "L'architettura attuale e la tradizione italiana", nel padiglione di Pagano allestito nel parco Sempione,  comprende i mobili progettati per l'atrio dai due architetti.
L'ultima partecipazione alla Triennale è del 1947 (VIII Triennale), con le case coloniche Tenuta Castello di Torrevecchia Pia, in provincia di Pavia, il cui progetto (1937) è esposto nella sezione "Mostra internazionale fotografica dell'architettura". 
Asnago e Vender sono altresì membri di giuria in concorsi banditi dalla Triennale: per il "progetto di un albergo modello" (Asnago) e per "progetti di casette di rapida costruzione da destinarsi in concessione a reduci" (Vender).

### Esperienza progettuale
Negli anni Trenta la collaborazione dei due architetti è caratterizzata da un'intensissima attività, con progetti di notevole entità come edifici di abitazione a condominio, ville, edifici pubblici, complessi industriali ed opere "minori" come monumenti funebri, mobili, arredamenti ed allestimenti di negozi.
Con gli edifici per abitazioni di via Euripide 7 e 9 (1934 e 1935), a Milano, inizia l'attività per il commendator Ferdinando Zanoletti, principale committente per un ventennio con il quale saranno realizzati numerosi ed importanti progetti a Milano e nella provincia di Pavia.
Se fino alla metà degli anni Trenta le istanze razionaliste trovano a Milano concreta applicazione negli allestimenti delle Triennali e nell'arredo di negozi ed abitazioni, a partire dalla fine del decennio i due architetti realizzano alcuni edifici per abitazioni e uffici che diventano occasione per affermare una propria, specifica, individualità di linguaggio progettuale. 
Senza modificare, di fatto, l'assetto urbano derivante da piani regolatori troppo legati ad interessi speculativi, la nuova architettura di Asnago e Vender si riflette nell'abitazione multipiano cosiddetta a "blocco chiuso", tra il bordo stradale - su cui affacciano gli ambienti di rappresentanza - ed il cortile interno. 
Asnago e Vender operano attorno a questa condizione affrontando il tema dell'"architettura di facciata" e realizzano alcuni dei più significativi esempi (i palazzi dell'isolato di via Paolo da Cannobio, via Albricci e piazza Velasca), dove accanto alla semplificazione del linguaggio compositivo e all'articolazione dell'impianto planimetrico si affiancano il ricorso a tecnologie moderne e raffinate soluzioni per il comfort abitativo dei destinatari e della committenza borghese.
Un complesso percorso di ricerca, sperimentato in particolare a Milano, con la varietà di forme e materiali, nello sviluppo dei prospetti e nell'attenta cura dei dettagli, su trame compositive nelle quali il tema del piano di facciata è il campo privilegiato della ricerca di una sperimentazione architettonica espressione di una poetica minimalista.
Durante il secondo conflitto mondiale Asnago e Vender trasferiscono lo studio a Barlassina, in locali all'interno del palazzo comunale; l'attività è molto ridotta, limitata in quegli anni al progetto della villa Clerici a Chiesa di Valmalenco, in provincia di Sondrio (1940), dello stabilimento Zanoletti a Milano (1940) e della fabbrica di trattori Vender a Cormano e Cusano Milanino, in provincia di Milano (1942).
Gli anni della ricostruzione riportano i due architetti a un'intensa attività progettuale, con nuove e importanti realizzazioni nel centro del capoluogo lombardo: gli edifici di piazza Sant'Ambrogio (1948), di via Lanzone (Condominio XXI Aprile, 1950), i palazzi per abitazioni e uffici di piazza Velasca (1947), di via Paolo da Cannobio (1949) e di via Albricci 10 (1956) a completamento dell'isolato.
Presentati nel 1952 come "membri del MSA" (al quale sono iscritti ufficialmente solo dal 1955), espongono nove progetti al Royal Institute di Londra in una mostra sull'architettura italiana contemporanea. 
Con il decennio si rafforza il rapporto con il geometra Carlo Pessina, già lavorante in gioventù presso lo studio dei due architetti, titolare dell'impresa di costruzioni Pessina con la quale saranno costruiti numerosi edifici (tra gli altri, l'edificio di via Plutarco 15, via Senofonte 9, Milano (1955), la villa Pessina (1961) a Sirtori (Lecco) e il complesso per abitazioni e uffici di piazza Santissima Trinità 6, via Giannone 9, Milano (1967). A Barlassina costruiscono le Scuole medie e la villa Vegni (1954-55), con annesso studio medico.
Al ritiro dal lavoro di Mario Asnago, nel 1971, Claudio Vender proseguirà l'attività con il figlio Mario e con Mario Morganti nello studio milanese di via Vincenzo Monti.